# Lotte World

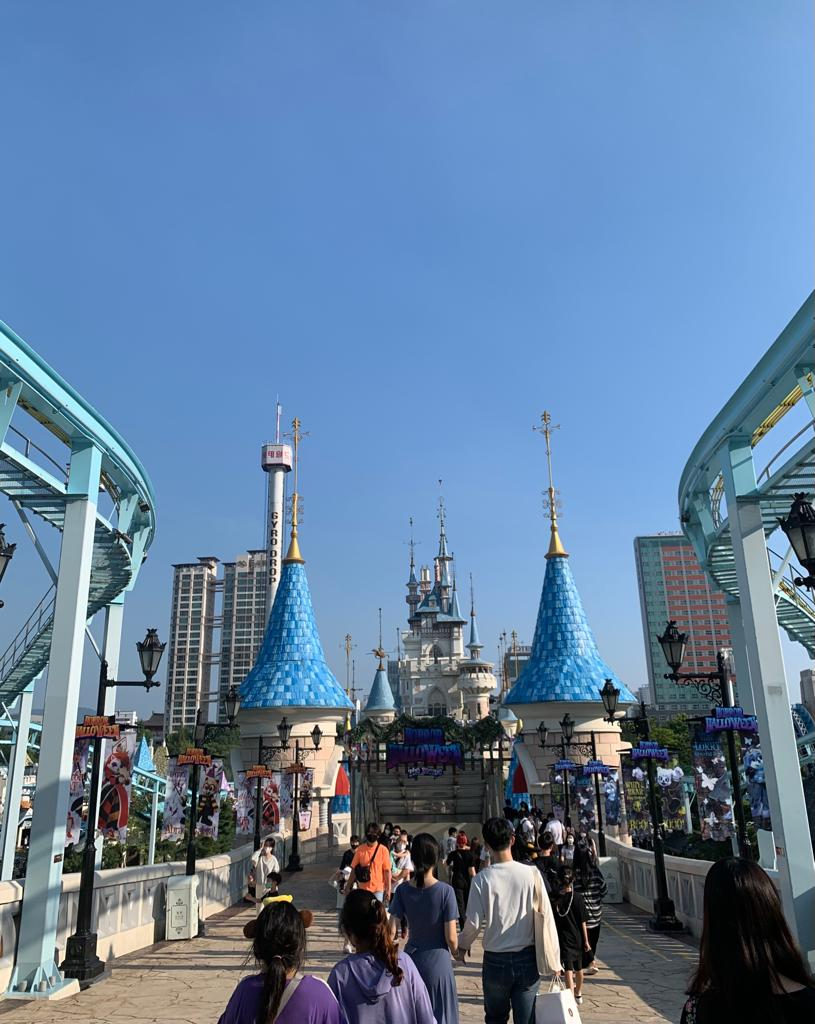
Vista del Magic Castle en la entrada de Magic Island

Lotte World es un importante complejo recreativo en Seúl, Corea del Sur y el parque de atracciones cubierto más grande del mundo, que incluye un parque de atracciones al aire libre llamado "Magic Island", una isla artificial dentro de un lago unida por monorriel, centros comerciales, un hotel de lujo, un museo popular coreano, instalaciones deportivas y salas de cine. Fue inaugurado el 12 de julio de 1989 y recibe aproximadamente 7,3 millones de visitantes cada año.

## Información general
Lotte World se encuentra en Sincheon-dong, Songpa-gu, Seúl, Corea del Sur. Se compone de dos secciones principales, el parque de atracciones al aire libre "Magic Island" y el parque "Lotte World Adventure" en su interior.
Lotte World está abierto todo el año sin cierres por días festivos y tiene un horario de atención de 9:00 h a 23:00 h.
|                        | Adultos | Adolescentes | Niños   | Bebés (bajo 48 meses) |
| ---------------------- | ------- | ------------ | ------- | --------------------- |
| 1 día                  | ₩55,000 | ₩48,000      | ₩44,000 | ₩14,000               |
| Después de las 16:00 h | ₩44,000 | ₩38,000      | ₩34,000 | ₩14,000               |

## Apertura

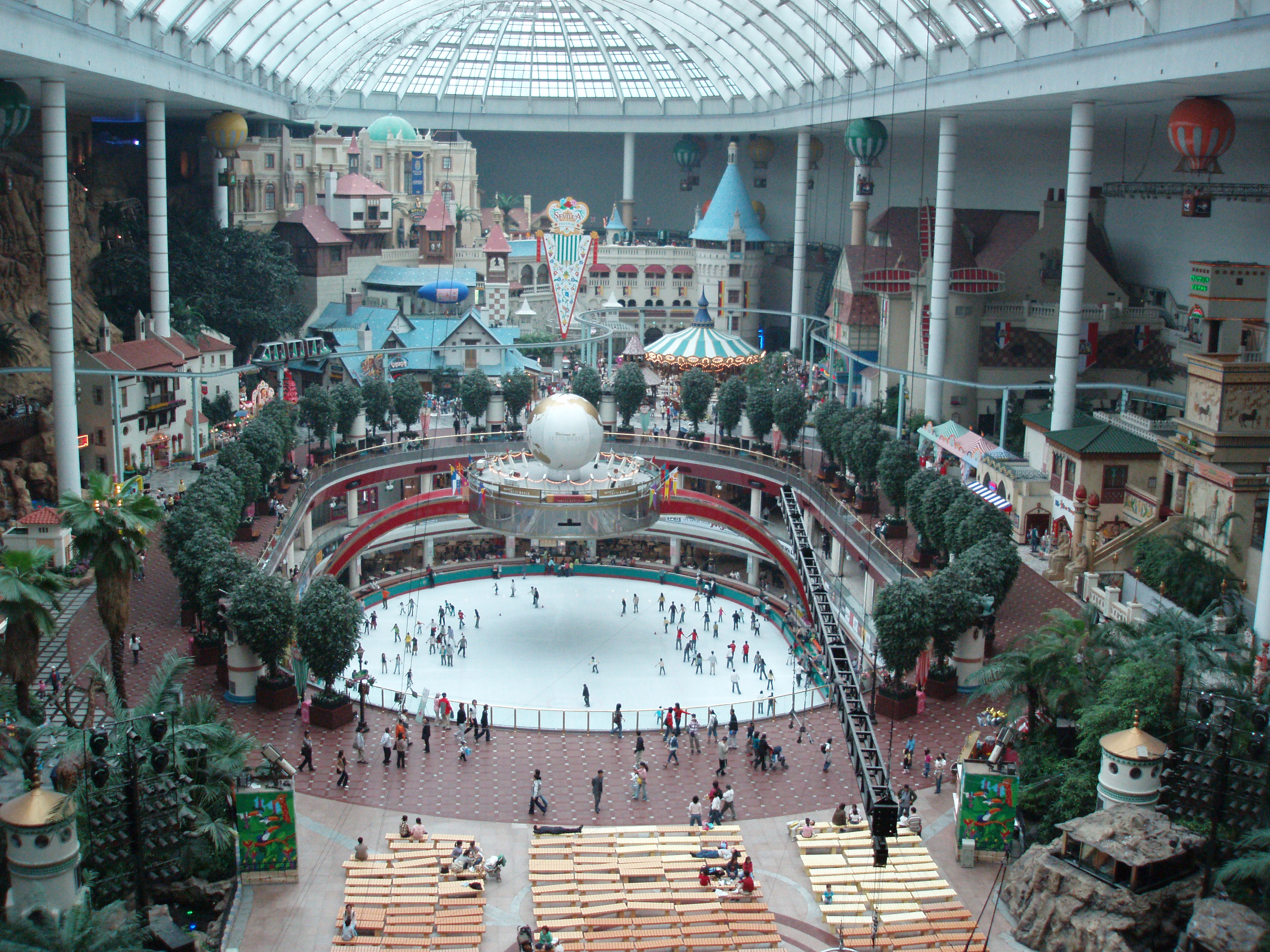
lotte world

Lotte World Adventure comenzó a construirse en agosto de 1984. Abrió a las 11:00 h el 12 de julio de 1989 y Magic Island abrió el 24 de marzo de 1990. Está ubicado cerca de la Estación Jamsil en la línea 2 y la línea 8 del metro de Seúl. En los primeros días, había un mercado y un New Country Supermarket, pero en 1990, el New Country Supermarket fue absorbido por Lotte Shopping y cambió su nombre a Lotte Department Store en Jamsil, Lotte Mart, en 1998. En Seomyeon, Busan, estaba el Lotte World Sky Plaza, que comenzó a construirse en 1992 y abrió en 1996, pero estaba en números rojos debido a la falta de un sistema de pase gratuito y un sistema de membresía anual, y en 1999 fue demolido debido a problemas de seguridad de Sky Plaza y Loop. Busan Lotte World Sky Plaza terminó siendo reemplazado por el multicine Lotte Cinema.
El horario inicial de operación era de 9:30 h a 20:00 hrs., pero el horario de operación fue cambiado de 9:30 h a 23:00 h desde 1998 cuando el marketing se realizaba «todos los días hasta las 23:00 hrs». Lotte World también aumentó un 20% cuando las ventas en otros parques temáticos en Corea cayeron alrededor del 20% durante el rescate del Fondo Monetario Internacional, debido a la instalación de Zayro Drop el 11 de abril de 1998.
El parque cuenta con más de 40 tipos diferentes de instalaciones de entretenimiento, incluidos el Gyro Drop y el Atlantis, y también hay desfiles de fantasía a gran escala a las 14:00 h y a las 19:00 h todos los días excepto los lunes. El 12 de diciembre de 2007, el número total de visitantes superó los 100 millones y en 2012, los turistas extranjeros representaron el 10% del total. La sucursal de Jamsil de los grandes almacenes Lotte y la tienda libre de impuestos son famosas por sus atracciones turísticas. En el área metropolitana de Seúl, se le llama una de las tres mejores instalaciones de entretenimiento junto con Everland y Seoul Land. En 2011, ocupó el puesto 11 en el mundo con 7,58 millones de visitantes.
En mayo de 2013, Lotte World Underland, una zona temática con el tema de la aldea de duendes, se inauguró en el primer piso del sótano, y 4D Shooting Theatre, Media Zone y restaurantes se ubicaron en Underland.
En el caso de Magic Island, hubo una serie de aviones de combate de gran altitud, paracaídas de gran altitud y paseos en olas de gran altitud en la década de 1990, pero ahora hay una atracción de la serie de giroscopios que consiste en Gyro Drop, Gyroswing y Girospin.
La pista de hielo Lotte World, que mide 36 por 65 metros en el tercer piso del sótano de Adventure, es conocida como una atracción de patinaje. En el lado oeste de la aventura estaba Lotte World Swimming, pero cerró en 2008, encontrándose ahora KidZania, un parque temático vocacional para niños.
Además, Lotte World abrió el parque acuático Gimhae Lotte en Jangyu-dong, Gimhae-si, Gyeongsangnam-do de 2014 a 2015. El 14 de octubre de 2014, se inauguró el Lotte World Aquarium dentro del Lotte World Mall en Songpa-gu, Seúl. En 2016, se abrió Lotte World Kids Park en el Eunpyeong Lotte Mall y Lotte World Tower se inauguró en Songpa-gu el 3 de abril de 2017. La altura es de 555 metros, aproximadamente ocho veces la altura del Lotte World's Gyro Drop.
En 2021, el Busan Lotte World Magic Forest Theme Park, también conocido como Osiria Theme Park, se abrió en el Complejo Turístico de la Montaña Dongbu en Gijang-gun, Busan.

## Atracciones
El parque de atracciones "Lotte World Adventure" se divide en cuatro plantas principales.

### Aventura 1F: Underland
- The Adventures of Sinbad: Un paseo en barco que permite a los pasajeros viajar junto con Simbad a través de un canal subterráneo.
- The Conquistador: Un paseo en barco vikingo hecho por Intamin. Se balancea de un lado a otro, casi alcanzando el techo de Lotte World en su altura máxima. Los asientos de los extremos de la nave se elevan 5 metros más y 24º más que los asientos del medio.
- Flume Ride: Un paseo en tronco que consiste en un bote largo de 4 asientos que viaja a través de una jungla jurásica. El nombre anterior era "Marrakesh Express".
- Camelot Carrousel: El carrusel ubicado en el centro de Lotte World consta de 64 caballos blancos. Este es también el tiovivo que aparece en la serie dramática de Corea del Sur, Stairway to Heaven.
- Giant Loop: Una montaña rusa tipo bola de fuego de Larson hecha solo de un gran bucle. Los pasajeros son llevados constantemente a dar vueltas de 360° en un riel circular de 14 m de ancho. El vehículo incluso se detiene cuando está boca abajo.
- Drunken Basket: Un paseo en tazas de té con modelo de barriles borrachos de Intamin que hace girar los vehículos individuales de izquierda a derecha mientras todo el viaje sube y baja.
- 3D Desperados: Un cine de pantalla ancha IMAX, donde los asientos tienen forma de caballo. Los asientos se mueven en todas las direcciones de acuerdo con la imagen de la pantalla. Los pasajeros de más de 120 kg. o menos de 120 cm. deben sentarse en un asiento de clase económica.
- Lotty's Kidstoria: Un área de juegos para niños menores de 8 años. El tema de esta área de juegos es un mundo de cuento de hadas. Los niños pueden ir descalzos para explorar el Castillo de Cenicienta, Alicia en el País de las Maravillas y otras historias de cuentos de hadas.
- Treeble's Hopper: Un paseo para niños. Los niños son llevados hacia una casa en un árbol mientras saltan arriba y abajo más de 6 metros. Solo se permiten niños entre 90 cm. y 120 cm.
- Kids Bumper Cars: Coches de choque para niños que no están permitidos en Crazy Bumper Cars. No se permiten personas de más de 140 cm., a menos que acompañen a un niño. Los niños menores de 5 años deben ir acompañados de un adulto.
- Swing Pang Pang: Una mini versión de la atracción Teacup; los niños se suben a una cesta giratoria. Los niños menores de 6 años deben ir acompañados de un adulto.
- Boong Boong Car: Un paseo de niños donde los niños se suben a un Boong Boong Car (붕붕 en coreano es el sonido que hace un auto) y van a salvar a Hansel y Gretel de la casa de la bruja. Los niños menores de 105 cm. deben estar acompañados por un adulto.
- Brother Moon & Sister Sun: ¡Salta al cielo con el hermano Luna y la hermana Sol para huir del tigre!
- Lotty Train: Realiza una aventura tomando un pequeño tren.
- Eureka: Barcos mágicos que suben y bajan a los pasajeros mientras dan vueltas.
- Jumping Fish: Explora aventuras acuáticas. La única forma de escapar del malvado tiburón es saltando sobre él.
- Do you speak Beluga?: Show interactivo en vivo con Beluga.

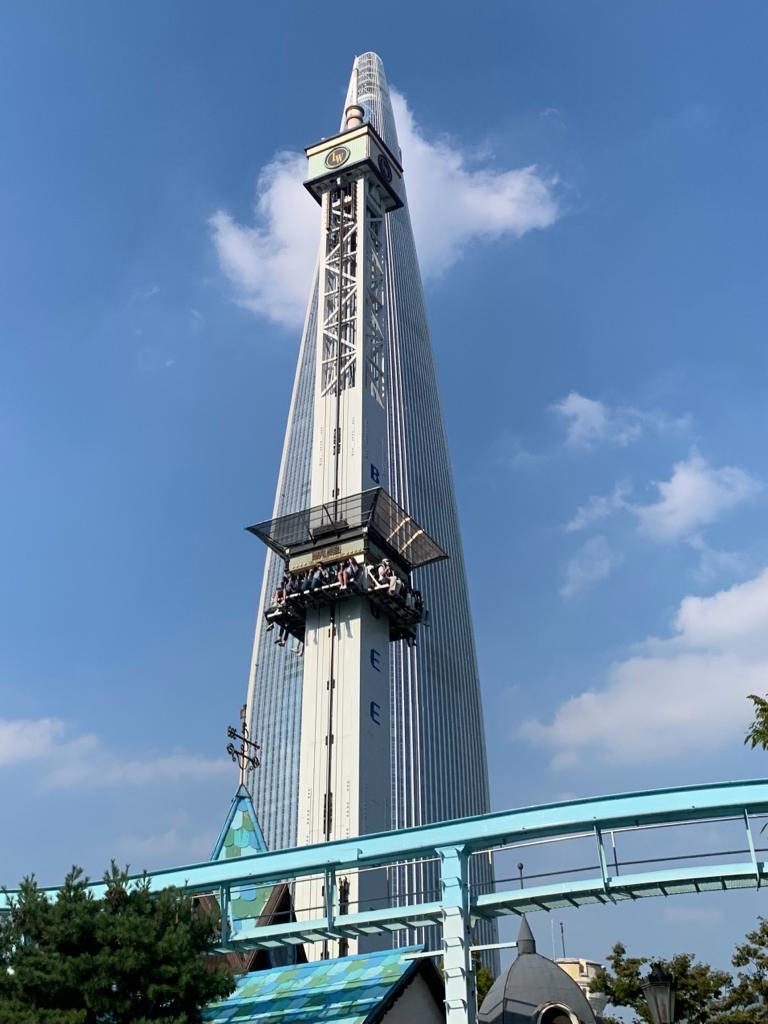
Vista de Bungee Drop con Lotte Tower de fondo.

### Aventura 2F
- French Revolution: Una montaña rusa de alto octanaje. Gira 360° e incluso hasta 540º en algunas partes. La montaña rusa atraviesa el edificio y está en el interior, por lo que puede parecer que podría golpear el edificio. También puede comprar fotos tomadas mientras aborda en la salida. En 2017, el nombre fue cambiado a French Revolution2 VR.
- Bumper Car: Para adultos, debe tener al menos 140 cm. para montar.

### Aventura 3F
- Jungle Adventure: Un paseo acuático que lleva a los pasajeros a través de la selva. Se suben a un bote de la jungla y entran en una cueva oscura y los llevan a través de los rápidos.
- World Monorail: El monorriel lleva a los visitantes a través de Lotte World, tanto por dentro como por fuera. Ofrece una vista panorámica a medida que pasa por Adventure, luego sale a Magic Island que se encuentra sobre el lago Seok-Chon. Hay dos estaciones, Lake Station y Adventure Station.

### Aventura 4F
- Aeronauts Balloon Ride: Este paseo en globo abarca la mayor parte del parque interior. Permite a los visitantes ver Lotte World desde lo alto.
- Dynamic Theatre: Este teatro muestra películas de 15 minutos de duración, mientras la silla vibra junto con la película.
- Animal Theatre: Esta producción, dirigida al público infantil, cuenta la historia de Piggy que está enamorado de una Princesa. El Rey ya ha elegido prometido a la Princesa, el Caballero Rolo. Sin embargo, Piggy finalmente se gana el amor de la princesa gracias a la ayuda de sus amigos animales.[13]

### Magic Island
- Atlantis Adventure: Una montaña rusa de acero y tiene como tema la ciudad perdida, Atlantis. Es uno de los paseos más intensos del parque.
- Gyro Drop: Una nueva atracción con casco de realidad virtual para brindar una simulación de un paisaje futurista durante la secuencia de elevación. Después de completar una breve rotación en la parte superior, los asientos se bajan y se detienen en la base. Uno puede optar por no usar las gafas VR si es necesario.
- Gyro Swing: Un columpio gigante similar al paseo interior, pero con un extremo giratorio donde se sientan los participantes.
- Comet Express: Una montaña rusa cubierta con un tema espacial que viaja a través de tres salas separadas. Cada vagón tiene capacidad para dos personas y gira independientemente del tren.

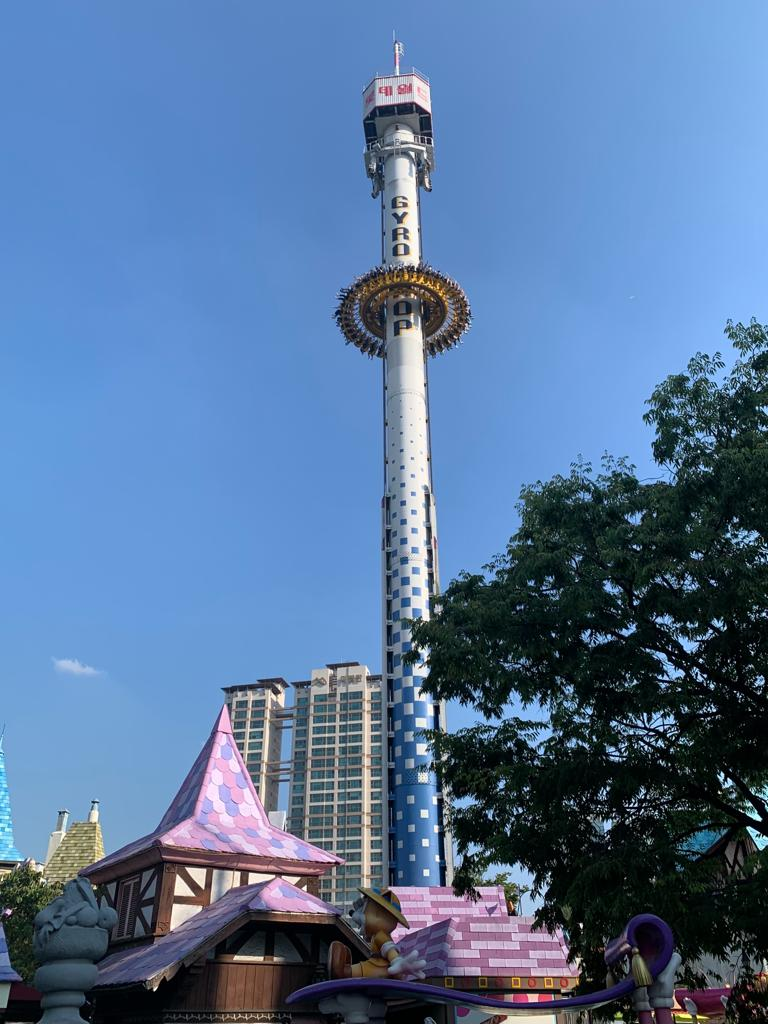
Una vista del Gyro Drop

- Una vista del Gyro DropBungee Drop: Es el principal paseo en bungee de la zona.
- Swing Tree: Es el paseo en columpio de silla en esta área.
- World Monorail: Es el monorriel en esta área.
- Gyro Spin: Un Mega Disk'o de Zamperla con 40 plazas.
- Fantasy Dream: Un tren subterráneo lleno de lindos animales.
- Metro Madness: Coches de choques locos chocando contra todo.
- Auto Tours: Coches clásicos europeos para niños.

### Atracciones anteriores
- Parachute Drop
- Hydra (Waagner-Biro Tree Triple Wheel)
- Barn Stormer
- Eagle Fortress
- Waikiki Wave
- Rad Flying Tires

## Espectáculos en vivo
- Magic Theatre: Es un teatro de unos 200 asientos, con magos e ilusionistas de Corea del Sur, así como de varios otros países del mundo. Uno de ellos fue el ilusionista canadiense Loran, que se presentó de julio a diciembre de 1997, realizando más de 700 actuaciones. Loran es un artista internacional cuya magia está marcada por un estilo gótico medieval.[14]

## En la cultura popular
- Lotte World fue uno de los varios lugares utilizados para filmar el drama coreano Stairway to Heaven, a saber, el carrusel, la pista de hielo y la sede del negocio familiar de Cha Song-joo.[15]
- La banda pop coreana H.O.T. filmó el vídeo de su sencillo «Candy» en Lotte World.[16]
- Lotte World también apareció en el programa surcoreano de variedad/reality estilo de vida Pajama Friends.
- El grupo británico femenino Kaachi filmó su vídeo musical «Get Up» en Lotte World.[17]